# Präsidentschaftswahl in Niger 2020/2021

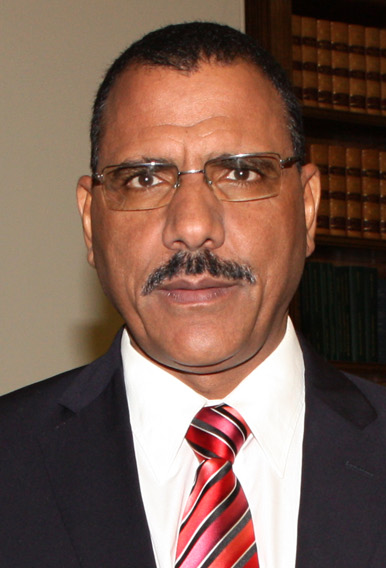
Mohamed Bazoum, Sieger der Präsidentschaftswahlen in Niger 2020/2021

Bei den Präsidentschaftswahlen in Niger 2020/2021 wird mittels Direktwahl der Staatspräsident Nigers gewählt. Der erste Durchgang der Wahlen fand am 27. Dezember 2020 und der zweite Durchgang am 21. Februar 2021 statt. Als Wahlsieger ging Mohamed Bazoum (PNDS-Tarayya) hervor.

## Hintergrund
Die Wahlen fanden regulär mit der auslaufenden zweiten Amtszeit von Staatspräsident Mahamadou Issoufou (PNDS-Tarayya) statt. Verfassungsgemäß hatte der Staatspräsident höchstens zwei Amtszeiten.
Am selben Tag wie der erste Durchgang der Präsidentschaftswahlen fanden die Parlamentswahlen in Niger 2020 statt. Es waren 7,4 Millionen Wähler registriert. Die Anzahl der Wahlbüros betrug etwa 30.000. Es wurden 30 Kandidaten zugelassen, darunter ein Unabhängiger. Der Verfassungsgerichtshof lehnte die Kandidatur von elf Personen unter Berufung auf die Wahlordnung ab. Dieser zufolge waren keine Kandidaturen von Personen möglich, die zu einer Gefängnisstrafe ab einem Jahr verurteilt wurden, weswegen der Oppositionspolitiker Hama Amadou (MODEN-FA Lumana Africa) nicht zugelassen wurde. Wegen einer nicht vorgelegten Quittung für die Zahlung des Wahlkostenbeitrags wurde unter anderem Tahirou Guimba (MODDEL-Ma’aykata) als Kandidat ausgeschlossen.

## Ergebnisse

### Erster Wahldurchgang
Der erste Wahldurchgang fand am 27. Dezember 2020 statt. Von 7.446.556 registrierten Wählern gingen 5.187.668 zu den Urnen. Dies entspricht einer Wahlbeteiligung von 69,67 %. Von den 5.187.668 abgegebenen Stimmzetteln wurden 4.778.573 als gültig und 409.095 als ungültig (bzw. leere Stimmzettel) gewertet.
| Kandidat                    | Partei                  | Stimmenanzahl | Stimmenanteil |
| --------------------------- | ----------------------- | ------------- | ------------- |
| Mohamed Bazoum              | PNDS-Tarayya            | 1.879.543     | 39,33 %       |
| Mahamane Ousmane            | RDR-Tchanji             | 811.838       | 16,99 %       |
| Seini Oumarou               | MNSD-Nassara            | 427.623       | 8,95 %        |
| Albadé Abouba               | MPR-Jamhuriya           | 337.866       | 7,07 %        |
| Ibrahim Yacouba             | MPN-Kiishin Kassa       | 257.151       | 5,38 %        |
| Salou Djibo                 | PJP-Génération Doubara  | 142.656       | 2,99 %        |
| Oumarou Malam Alma          | RPP-Farilla             | 118.038       | 2,47 %        |
| Moussa Hassane Barazé       | ANDP-Zaman Lahiya       | 114.865       | 2,4 %         |
| Omar Hamidou Tchiana        | AMEN-AMIN               | 76.295        | 1,6 %         |
| Ousmane Amadou              | ADEN-Karkara            | 63.299        | 1,32 %        |
| Souleymane Garba            | PNC-Mulura              | 61.054        | 1,28 %        |
| Ousmane Idi Ango            | ADR-Mahita              | 55.992        | 1,17 %        |
| Nayoussa Nassirou           | CDPS-Cigaban Kassa      | 41.640        | 0,87 %        |
| Ibrahim Gado                | CRPD-SULHU              | 39.253        | 0,82 %        |
| Mounkaïla Issa              | RNDP Aneima Banizoumbou | 38.197        | 0,8 %         |
| Hamidou Mamadou Abdou       | RANAA                   | 35.907        | 0,75 %        |
| Intinicar Alhassane         | PNPD-Akal-kassa         | 30.937        | 0,65 %        |
| Abdoul Kadri Oumarou Alpha  | Groupement Gayya Zabbé  | 28.866        | 0,6 %         |
| Kané Kadaouré Habibou       | SDR-Sabuwa              | 27.100        | 0,57 %        |
| Abdourahamane Oumarou       | UNPP-Incin Africa       | 20.445        | 0,43 %        |
| Moustapha Mamadou Moustapha | PRPN-Haskin Gari        | 20.309        | 0,43 %        |
| Amadou Issoufou Saïdou      | unabhängiger Kandidat   | 20.160        | 0,42 %        |
| Mahaman Hamissou Moumouni   | PJD-Hakika              | 18.546        | 0,39 %        |
| Djibrilla Baré Maïnassara   | UDFP-Sawaba             | 17.182        | 0,36 %        |
| Adolphe Sagbo               | P.S. Imani              | 17.029        | 0,36 %        |
| Idrissa Issoufou            | MCD-Jarumin Talakawa    | 16.963        | 0,35 %        |
| Amadou Boubacar Cissé       | UDR-Tabbat              | 16.798        | 0,35 %        |
| Mamadou Talata Doulla       | RSP-A’Adili             | 16.725        | 0,35 %        |
| Abdallah Souleymane         | NIGERENA                | 14.255        | 0,3 %         |
| Ismael Oumarou Idé          | FANN-Niger Kama Kanka   | 12.041        | 0,25 %        |

### Zweiter Wahldurchgang
Der zweite Wahldurchgang fand am 21. Februar 2021 statt, da keiner der Kandidaten im ersten Durchgang eine absolute Mehrheit erzielte. Am Wahltag wurden sieben Mitglieder der unabhängigen nationalen Wahlkommission getötet, als sie im Dorf Waraw im Westen Nigers mit ihrem Fahrzeug auf eine Landmine fuhren.
Von 7.446.556 registrierten Wählern gingen 4.684.572 zu den Urnen. Dies entspricht einer Wahlbeteiligung von 62,91 %. Von den 5.187.668 abgegebenen Stimmzetteln wurden 5.187.668 als gültig und 197.377 als ungültig (bzw. leere Stimmzettel) gewertet.
Mahamane Ousmane konnte das Rennen in den Regionen Dosso, Niamey, Tillabéri und Zinder für sich entscheiden, musste sich jedoch Mohamed Bazoum geschlagen geben, der in den Regionen Agadez, Diffa, Maradi und Tahoua vorne lag.
| Kandidat         | Partei       | Stimmenanzahl | Stimmenanteil |
| ---------------- | ------------ | ------------- | ------------- |
| Mohamed Bazoum   | PNDS-Tarayya | 2.501.459     | 55,75 %       |
| Mahamane Ousmane | RDR-Tchanji  | 1.985.736     | 44,25 %       |

## Folgen
Mahamane Ousmane legte gegen das Endergebnis beim Verfassungsgerichtshof eine Beschwerde ein. Der Gerichtshof wies seine Beschwerde am 21. März 2021 ab. Am 2. April 2021 wurde Mohamed Bazoum als Staatspräsident vereidigt.